# Nižná Olšava
Nižná Olšava – wieś (obec) na Słowacji położona w kraju preszowskim, w powiecie Stropkov. Pierwsze wzmianki o miejscowości pochodzą z roku 1390.
Według danych z dnia 31 grudnia 2012, wieś zamieszkiwały 404 osoby, w tym 203 kobiety i 201 mężczyzn.
W 2001 roku rozkład populacji względem narodowości i przynależności etnicznej wyglądał następująco:
- Słowacy – 97,73%
- Czesi – 0,51%
- Rusini – 1,26%
- Ukraińcy – 0,25%

Ze względu na wyznawaną religię struktura mieszkańców kształtowała się w 2001 roku następująco:
- Katolicy rzymscy – 83,84%
- Grekokatolicy – 15,15%
- Prawosławni – 0,51%
- Ateiści – 0,51%